# Daniel Sanabria
Daniel Sanabria (født 8. februar 1977) er en tidligere paraguayansk fodboldspiller.

## Paraguays fodboldlandshold
| Paraguays landshold | Paraguays landshold | Paraguays landshold |
| År                  | Kmp                 | Mål                 |
| ------------------- | ------------------- | ------------------- |
| 2001                | 6                   | 0                   |
| 2002                | 0                   | 0                   |
| 2003                | 1                   | 0                   |
| Total               | 7                   | 0                   |